# 武興軍節度使
武興军节度使，五代十国前蜀、后唐、后蜀的节度使，治所在凤州（今陕西省凤县）。
永平元年（915年），前蜀从岐国夺得凤州、文州、兴州，在凤州设立武興军節度使，下辖凤州、文州（今甘肃省文县西南）、兴州（今陕西省略阳县），不久，增领扶州（今四川省九寨沟县）。后唐灭前蜀，沿置武興军節度使。长兴三年（932年），废除武興军節度使，改为凤州防御使，扶州、文州、兴州改属山南西道节度使。后蜀广政十年（947年），后蜀夺取后晋的凤州，置凤州节度使，广政十八年（955年），凤州节度使改为威武军节度使，不久凤州被后周夺得，威武军节度使废除。北宋凤州为团练州。

## 历任节度使
- 王宗鲁（915年）
- 王承捷（925年）
- 陈皋（928年—929年）
- 张敬达（929年—930年）
- 孙岳（931年—932年）
- 王环（955年）